# Camille De Pazzis
Camille De Pazzis (França, 9 de março de 1978) é uma atriz francesa, conhecida pela participação na série Hemlock Grove.